# NGC 311
NGC 311 es una galaxia lenticular de la constelación de Piscis.
Fue descubierta el 15 de septiembre de 1828 por el astrónomo John Herschel.